# Avisen
 For alternative betydninger, se Avisen (flertydig). (Se også artikler, som begynder med Avisen)
Avisen, også kaldet Tryksen, er en dansk tv-julekalender fra 1982. Den blev sendt inden Jullerup Færgeby men er i modsætning til denne ikke med dukker men med rigtige mennesker, idet Jesper Klein spiller alle roller.

## AvisenogJullerup Færgeby
Da Avisen så dagens lys havde DR sendt julekalendere i 20 år. En af dem var i form af en dukkeserie, Jullerup Færgeby, der sendtes første gang i 1974. Ved genudsendelsen i 1982 var sendetiden imidlertid blevet udvidet med 10 minutter, og derfor lavede man Avisen som en forløber. Denne gang blev det dog i tv-serieform og med Jesper Klein i alle roller. Denne havde i øvrigt også lagt stemme til flere af figurerne i Jullerup Færgeby.
Bindeleddet mellem de to julekalendere er, at Avisen skal med færgen til Jullerup Færgeby. Hvert afsnit af Avisen ender med, at avisudbudet Freddy forlader redaktionen med aviserne, der skal med færgen og Tryksens efterfølgende anerkendende "Jo, han nåede det." Herefter starter Jullerup Færgeby med færgen, der kommer til byen, hvor Kaptajn Guus siden køber dagens avis. Ser man efter, vil man i øvrigt bemærke, at Avisens overskrifter skifter hver dag, og at de, der ses på redaktionen, er de samme som i Kaptajn Guus' eksemplar.
Avisen og Jullerup Færgeby er genudsendt sammen i 1990 og 1997. Ved sidstnævnte lejlighed måtte man dog erkende, at tiden var løbet fra Jullerup Færgebys dukker, og at genudsendelsen reelt var en fiasko. Udsendelsen af Jullerup Færgeby på dvd blev til gengæld en succes, hvilket dog ikke smittede af på Avisen, der stadig ikke er udgivet på dvd. Til gengæld blev Jullerup Færgeby genudsendt alene i 2014 på DR Ramasjang.
Ved genudsendelsen i 1990 udgav DR hæftet Avisen for Flunkelev, Jullerup Færgeby og omegn med "artikler", historier, opgaver, vittighedstegninger og opskrifter for børn. Det blev dog ingen succes som B&U-chef Mogens Vemmer senere erindrede: "Men ak, alle så udsendelserne og næsten ingen købte AVISEN".

## Handling
Avisen foregår hos en lille lettere støvet men nok så hyggelig avisredaktion i den fiktive havneby Flunkelev. Her er ingen stjernejournalister men en lille flok trofaste medarbejdere, der på hver deres sære måde bidrager til den daglige avis. Alt fra madopskrifter og vejledninger i julepynt til nyheder om Potteplantepartiets stiftelse og en tv-oplæser med høfeber finder vej til "maskinen", der med lidt besvær formåes at spytte dagens aviser ud, der straks skal med færgen. Thi "Avisen skal ud!"

## Personer
- Tryksen – Avisens redaktør og ejer. En aldrende herre der gerne ihukommer sin salig lærermester redaktør Streng og dennes motto "Avisen skal ud!"
- Freddy Fart – Avisbud og yngste medarbejder. Har som fast pligt at bringe aviserne til færgen.
- Kristian Knald – Kriminal- og sportsmedarbejder. Har høje tanker om selv der dog ofte konfronteres af virkeligheden.
- Lilly Jensen – Rengøringsassistent og digter. Gør rent på redaktionen og leverer mere eller mindre sigende digte.
- Estrid Rasp – Madmedarbejder. En lidt nærtagende kvinde med speciale i madopskrifter og bordmiljø.
- Fru Thura – Astrolog. Spår om fremtiden i floromvunde vendinger når hun en sjælden gang kikker forbi.
- Viktor Vind – Meterolog. Ses også kun sjældent i det han farer rundt og ser på vind og vejr, hvilket man kan øsregne med.

Alle roller spilles af Jesper Klein. I scener, hvor to personer ses sammen, er han dog suppleret af sin bror Morten, der dog ikke er krediteret, og som altid vender ryggen til eller har ansigtet skjult.

## Crew
- Producer: Per Nielsen
- Manuskript: Hanne Willumsen, Finn Bentzen og Jesper Klein
- "Kalendersang": Shu-bi-dua (omskrivning af "Ønskeslisten")